# Prisco Valeriano
Prisco Valeriano (latino: Priscus Valerianus; fl. 456) fu un aristocratico e un politico dell'Impero romano d'Occidente.

## Biografia
Valeriano apparteneva ad una nobile famiglia e tra i suoi antenati c'era stato un patricius; suo padre e suo suocero avevano ottenuto grandi onori. Era imparentato con l'imperatore Avito e con il vescovo di Lione Eucherio, il quale gli indirizzò una delle sue opere, la Epistula paraenetica ad Valerianum cognatum de contemptu mundi et saeculiaris philosopiae.
In una lettera del 456, il poeta Sidonio Apollinare lo definisce ex-Prefetto del pretorio (probabilmente delle Gallie); a lui inviò due lavori.